# Marianne et l'Europe

Marianne et l'Europe, appelée également Marianne de Beaujard, est une série de timbres-poste d'usage courant, émis le 1er juillet 2008 en France et dans les quatre départements d'outre-mer. La création d'Yves Beaujard marque lors de son émission le début de la présidence française du Conseil de l'Union européenne en 2008.
Le type Marianne et l'Europe remplace le type Marianne des Français en usage depuis 10 janvier 2005. Elle est remplacée en 2013 par Marianne de la Jeunesse.
Il s'agit de la première série d'usage courant de France à voir l'ensemble de ses valeurs émises sous forme autocollante à partir de septembre 2008.

## Description
L'allégorie de la République française, Marianne, portant un bonnet phrygien, est vue de profil, tournée vers la gauche. Des étoiles entourent sa tête, évoquant celles du drapeau européen. Une d'elles est située à l'emplacement de la cocarde tricolore.

## Genèse
En octobre 2007, le président de la République Nicolas Sarkozy fait organiser un concours au terme duquel il choisira la prochaine illustration de la série Marianne d'usage courant. Le thème en est « La Marianne et l'Europe ». La Poste convie cinquante-huit artistes ayant créé des timbres-poste pour la France à rendre une maquette entre le 26 octobre et le 16 novembre. Quarante-et-une maquettes sont rendues et soumises au jugement du président.
Nicolas Sarkozy choisit le projet du graveur Yves Beaujard, qui est présenté publiquement par Jean-Paul Bailly, président de La Poste, au siège de l'opérateur postal à Paris, le 29 janvier 2008.
L'artiste affirme avoir créé « une Marianne à l'ancienne » « réalisé une version très classique de la Marianne » et lui avoir « donné du mouvement dans la chevelure » et de l'activité par les étoiles de dimensions différentes et dispersées autour de sa tête. Graveur de profession, il a réfléchi lui-même au passage du dessin à la gravure, le timbre devant être imprimé en taille-douce. Depuis la Liberté de Gandon d'après Delacroix retiré en 1990, c'est la première fois que la série d'usage courant est dessinée et gravée par le même artiste.

## Carrière
Après une mise en vente anticipée lors du Salon du timbre de juin 2008, les treize premières valeurs faciales sont émises le 1er juillet 2008, premier jour de la présidence française du Conseil européen d'une durée de six mois. Elles sont accompagnées de deux carnets mixtes (six Marianne et deux exemplaires de trois illustrations de Beaujard) sur le thème des « valeurs de l'Europe » : la démocratie, l'environnement et la paix.
Pendant la durée du Salon du timbre 2008, un timbre au type Marianne et l'Europe en argent est émis à la valeur faciale de 5 euros.
En septembre 2008, dans le cadre d'une offre destinée aux entreprises, La Poste émet l'ensemble des valeurs sous forme autocollante en feuille de cent timbres et en roulette de trois cents.

## Tableau synthétique des émissions
Légende :
- tarif économique : appelé par La Poste « écopli » (envoi d'une lettre au tarif lent). Le courrier est traité et acheminé, une fois le courrier prioritaire du jour trié.
- TVP : timbre à validité permanente (aucune valeur faciale imprimée, usage dépendant de la couleur).

Depuis le 1er octobre 2006, les deux zones du régime international sont :
- la zone 1 : lettre de métropole vers les pays de l'Union européenne (plus Liechtenstein, Saint-Marin, Suisse et Vatican) ;
- la zone 2 : de même vers le reste du monde.

Les valeurs de cette Marianne comprennent quelques valeurs d'appoint (1, 5, 10 centimes et 1 euro) et des valeurs correspondant chacune à un des tarifs économiques, intérieurs ou internationaux, parmi les plus utilisés.
Ce tableau a son utilité pour les collectionneurs car il permet :
- d'identifier un timbre à partir de sa valeur et de sa couleur ;
- de vérifier si une lettre est correctement affranchie, ce qui peut lui donner une valeur aux yeux des collectionneurs ou de juges d'expositions philatéliques.

| Valeur faciale et couleur                                     | Dates d'émission   | Usages                                            | Commentaires                                                           |
| ------------------------------------------------------------- | ------------------ | ------------------------------------------------- | ---------------------------------------------------------------------- |
| Timbres à validité permanente et sans valeur faciale chiffrée |                    |                                                   |                                                                        |
| TVP vert clair                                                | 1er juillet 2008 - | tarif économique intérieur jusqu'à 20 g           | 0,50 € au 1er mars 2008                                                |
| TVP rouge                                                     | 1er juillet 2008 - | lettre prioritaire intérieur jusqu'à 20 g         | 0,55 € au 1er mars 2008 Disponible en feuille et carnet.               |
| TVP bleu                                                      | 1er juillet 2008 - | lettre prioritaire jusqu'à 20 grammes vers zone 1 | 0,65 € au 1er mars 2008 Disponible en feuille et en carnet.            |
| Timbres à valeur faciale chiffrée                             |                    |                                                   |                                                                        |
| 0,01 € jaune                                                  | 1er juillet 2008 - | valeur de complément                              |                                                                        |
| 0,05 € brun foncé                                             | 1er juillet 2008   | valeur de complément                              |                                                                        |
| 0,10 € gris                                                   | 1er juillet 2008   | valeur de complément                              |                                                                        |
| 0,55 € rouge héliogravure                                     | 10 novembre 2008 - | lettre prioritaire intérieure jusqu'à 20 g        | Émis au sein du carnet mixte autocollant Les Visages de la République. |
| 0,72 € vert olive                                             | 1er juillet 2008 - | tarif économique intérieur de 20 à 50 g           |                                                                        |
| 0,85 € violet                                                 | 1er juillet 2008 - | lettre prioritaire jusqu'à 20 g vers la zone 2    |                                                                        |
| 0,88 € vieux rose                                             | 1er juillet 2008 - | lettre prioritaire intérieure de 20 à 50 g        |                                                                        |
| 1,00 € orange                                                 | 1er juillet 2008 - | valeur de complément                              |                                                                        |
| 1,25 € bleu ciel                                              | 1er juillet 2008 - | lettre prioritaire de 20 à 50 g vers zone 1       |                                                                        |
| 1,33 € fuchsia                                                | 1er juillet 2008 - | lettre prioritaire intérieure de 50 à 100 g       |                                                                        |
| 2,18 € brun                                                   | 1er juillet 2008 - | lettre prioritaire intérieure de 100 à 250 g      |                                                                        |
| 5,00 € argent                                                 | 14 juin 2008 -     | valeur de complément                              | émis pendant le Salon du timbre « Planète timbre »                     |